# Barrer le T

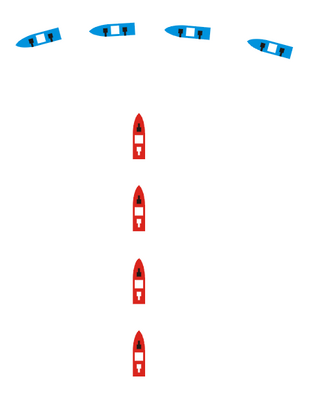
Barrer le « T » : en bleu les attaquants, en rouge les défenseurs.

Barrer le T est, lors d'un engagement naval, la manœuvre qui consiste à se présenter perpendiculairement à la ligne de bateaux adverses (représentant ainsi schématiquement un « T » où la ligne de navires attaquée est le corps de la lettre et où l'attaquant représente la barre horizontale).
Toutes choses égales par ailleurs, celui qui a « barré le T » bénéficie d'une grande supériorité de feu. D'une part, il est bien plus facile d'estimer précisément la direction dans laquelle tirer, que la distance précise de la cible, et cette erreur d'estimation de la distance sera également plus grave. La flotte qui barre le T voit une cible relativement étroite, mais relativement profonde, de sorte qu'une erreur sur la distance n'empêchera pas de tirer au but. Au contraire, la flotte qui est dans la branche verticale du T voit une cible plus large mais moins profonde, donc plus difficile à atteindre.
D'autre part, l'escadre attaquée ne peut utiliser que ses canons tirant vers l'avant. Avant l'invention des tourelles, à la fin du XIXe siècle, les navires avaient le gros de leur artillerie portés par les flancs et seulement quelques canons pouvant tirer vers l'avant (au surplus, gênés par un navire qui les précède dans la ligne), de sorte que l'escadre attaquée était quasiment impuissante. Dans la configuration moderne, celle des dreadnoughts, l'avantage subsiste mais se réduit.

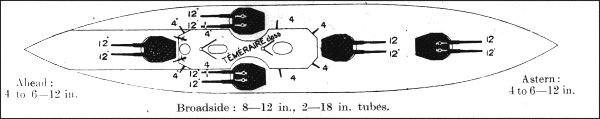
Un plan du de 1907. En barrant le T il peut utiliser au moins 8 canons principaux, mais seulement 6 s'il se fait barrer. Très vite, les cuirassés perdent les tourelles latérales (exemple : le de 1915), puis concentrent la puissance de feu sur l'avant (exemple : le de 1922).

Enfin, l'escadre qui barre le T peut très facilement concentrer son tir sur un seul navire, celui en tête de l'escadre ennemie, puis passer au suivant une fois celui-ci mis hors de combat. L'escadre attaquée n'a pas de cible aussi évidente et son feu, déjà plus réduit comme vu précédemment, sera en outre plus dispersé donc moins efficace.
Ainsi, à partir de la généralisation de l'artillerie navale et jusqu'à son obsolescence à partir de la fin de la Seconde Guerre mondiale, les commandants des escadres avaient un rêve, barrer le T à l'ennemi, et une hantise, se le laisser barrer.
Cette tactique n'est cependant pas la panacée. Si l'escadre qui barre le T ne parvient pas à profiter de son avantage, elle risque de se faire couper en deux, avec ses deux morceaux s'étant fait à leur tour « barrer le T », et l'inconvénient supplémentaire de ne plus pouvoir se coordonner. C'est par exemple ce qui se produisit à la bataille de Trafalgar, le 21 octobre 1805 : l'amiral Nelson fonce vers la flotte franco-espagnole, bien qu'elle lui barre le T, et la disloque en son centre ; la manœuvre exposait particulièrement les deux navires de tête de la flotte anglaise, le Victory de Nelson et le Royal Sovereign de Collingwood, qui furent tous les deux ravagés. L'amiral Nelson y perd la vie.

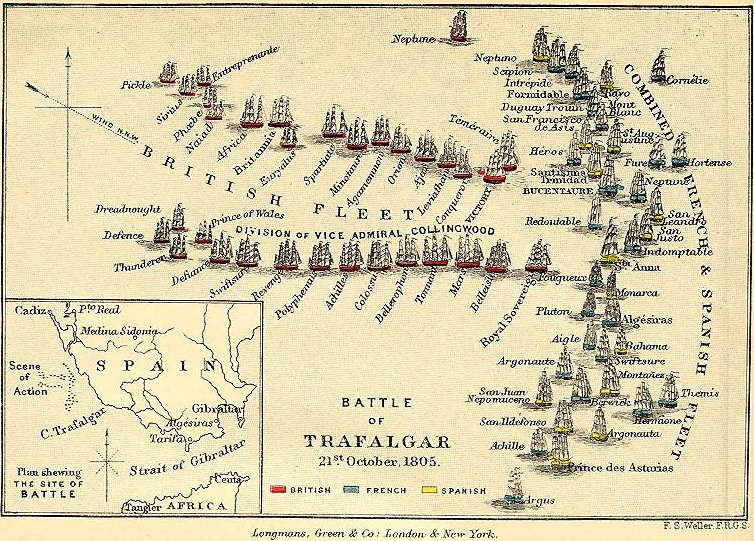
À Trafalgar, les Britanniques (à gauche) enfoncent la ligne franco-espagnole en faisant fi du « T ».

## Développement
L'artillerie navale se développe particulièrement au cours du XVIe siècle. La technique de l'époque (et pour plusieurs siècles) conduit à multiplier les bouches à feu sur les flancs du navire, dont la puissance de feu est alors maximum par le travers, perpendiculairement à son axe de déplacement. La bataille de Lépante (1571) consacre la domination de l'artillerie dans le combat naval, les six galéasses vénitiennes à 50 canons dévastant les galères ottomanes. L'ordre de bataille change également en conséquence : alors qu'antérieurement les navires se rangeaient en bataille navale côte à côte, comme pour une bataille terrestre, à partir du XVIe siècle, les escadres s'organisent en lignes de bataille parallèles (d'où l'expression « navire de ligne »), se suivant les uns les autres et chacun engageant un navire ennemi sur son travers (et, idéalement, par un tir de traverse, situation où la cible n'est pas en mesure de répliquer). C'est dans ces conditions que la tactique a été mise au point.
Les navires changent de plus plus en plus avec la révolution industrielle, qui permet de s'affranchir des voiles et des mâts, de blinder les navires, et conduit à des canons de plus en plus puissants et précis (pilotés par des systèmes de tir de plus en plus élaborés et utilisant le radar) à des distances de plus en plus grandes (kilomètres, puis dizaines de kilomètres), mais en nombre plus réduit et montés dans des tourelles rotatives permettant de tirer dans un arc bien plus large. La tactique de « barrer le T » ne devient obsolète que vers la fin de la Seconde Guerre mondiale avec le développement de l'aviation embarquée qui joua désormais un rôle majeur dans toutes les batailles, ainsi qu'avec l'apparition des missiles.

## Batailles navales notables concernées

### Bataille de Lissa(20 juillet 1866)

Le contre-exemple de la bataille de Lissa : les Italiens en bleu, les Autrichiens en rouge.

Les Autrichiens se laissent volontairement barrer le T par les Italiens pour les éperonner grâce à des navires plus rapides.

### Bataille de Tsushima(27 mai 1905)
Première véritable mise en œuvre : l'amiral Togo avait parfaitement compris l'avantage d'avoir une escadre plus rapide et mieux entraînée que l'escadre adverse. Il remporta une victoire éclatante contre l'escadre de Rodjestvenski pendant la Guerre russo-japonaise.

### Bataille d'Elli(13 décembre 1912)
Le contre-amiral grec Pávlos Koundouriótis, à bord du croiseur Georgios Averoff, à une vitesse de 20 nœuds, barre le T à une escadre turque, la forçant à la retraite.

### Bataille du Jutland(31mai 1916)

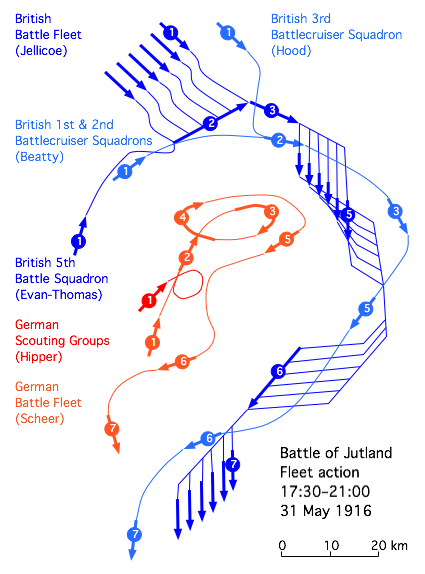
Les Britanniques en bleu barrent 2 fois le T aux Allemands en rouge, lors de la bataille du Jutland.

L'amiral anglais John Jellicoe, commandant la flotte britannique, arriva à barrer le T deux fois à la flotte allemande. Mais, celle-ci réussit à se dégager par deux fois en faisant demi-tour en raison de la mauvaise visibilité.
Attaqué par une importante flottille de torpilleurs, Jellicoe commit l'erreur de se retirer au lieu de faire face et de ce fait perdit le contact avec la flotte allemande en mauvaise posture. Le Jutland est connu comme « la bataille des occasions perdues ».

### Bataille du cap Espérance(11-12octobre 1942)
Première victoire navale de nuit des États-Unis quand une flotte de croiseurs et destroyers commandée par l'amiral Norman Scott barre le T à une flotte japonaise comparable commandée par l'amiral Aritomo Gotō et venue bombarder les forces américaines sur Guadalcanal.

### bataille du détroit de Surigao(25octobre 1944)
Cette bataille est un des épisodes de la bataille du golfe de Leyte pour la reconquête des Philippines.
Le contre-amiral Jesse Oldendorf gardait l'entrée nord du détroit de Surigao. Il commandait une flotte de six cuirassés accompagnés de nombreux croiseurs.
Une flotte japonaise plus réduite commandée par l'amiral Shoji Nishimura tentait de forcer le franchissement du détroit.
Les destroyers américains coulèrent quelques navires japonais lors d'une attaque nocturne. Puis, les cuirassés américains prirent position en travers du détroit et barrèrent le T à la flotte japonaise restante en la détruisant presque complètement, grâce également à l'utilisation du radar.
Ce fut à la fois la dernière bataille navale de l'histoire engageant des cuirassés et la dernière occasion de barrer le T.